# Alchemilla argentidens
Alchemilla argentidens es una especie de planta del género Alchemilla, perteneciente a la familia Rosaceae.

## Taxonomía
Alchemilla argentidens fue descrita por Buser en 1906.

## Distribución
Se encuentra en el territorio de Suiza.